# سيد كوفنتري
سيد كوفنتري (بالإنجليزية: Syd Coventry) هو مدرب كرة قدم أسترالية أسترالي، ولد في 13 يونيو 1899 في فيكتوريا في أستراليا، وتوفي بنفس المكان في 10 نوفمبر 1976.

## وصلات خارجية
- سيد كوفنتري على موقع AustralianFootball.com (الإنجليزية)
- سيد كوفنتري على موقع AFLtables.com (الإنجليزية)